# Pueblo gaélico
Los gaélicos (en irlandés: Na Gaeil, Na Gàidheil) son un grupo etno-lingüístico nativo de Europa noroccidental. Están asociados con las lenguas gaélicas, una rama de las lenguas celtas que comprende el irlandés, manés y el gaélico escocés. Históricamente, los etnónimos irlandeses y escotos eran utilizados para designar a los gaélicos, pero el alcance de esas nacionalidades es hoy más complejo.
La cultura y lengua gaélicas se originaron en Irlanda, extendiéndose a Dál Riata en Escocia occidental. En la antigüedad, los gaélicos comerciaron con el Imperio Romano y también asolaron la Britania Romana. En la Edad Media, la cultura gaélica se impuso en el resto de Escocia y la Isla de Man. Hubo también algunos poblamientos gaélicos en Gales y Cornualles. Durante la Era Vikinga, pequeños grupos de vikingos asaltaron y se asentaron en tierras gaélicas, convirtiéndose en nórdico-gaélicos. En el siglo IX, Dál Riata y Pictavia se fusionaron para formar el Reino gaélico de Alba. Entretanto, la Irlanda gaélica estaba dividida en varios reinos, con un Rey Supremo a menudo reclamando señorío sobre ellos.
En el siglo XII, militares anglonormandos conquistaron partes de Irlanda (llevando a siglos de luchas), mientras partes de Escocia entraban en la órbita normanda. Sin embargo, la cultura gaélica pervivió en Irlanda, las Tierras Altas de Escocia y Galloway. A comienzos del siglo XVII, los últimos reinos gaélicos en Irlanda cayeron bajo control inglés. Jaime I intentó someter a los gaélicos y eliminar su cultura; en Irlanda mediante procesos de colonización con colonos ingleses, y en Escocia vía leyes represivas como los Estatutos de Iona. En los siglos siguientes, los gaélicos fueron progresivamente anglificados y la lengua gaélica reemplazada por el inglés. Aun así, continúa siendo la lengua principal en el Gaeltacht de Irlanda y las Hébridas exteriores en Escocia. Los descendientes modernos de los gaélicos se han extendido por Gran Bretaña, América y Australasia.
La sociedad gaélica tradicionalmente se centraba alrededor del clan, cada cual con su territorio y su jefe, elegido a través de un sistema conocido como tanistry. Los gaélicos eran originalmente paganos que adoraban a los Tuatha Dé Danann, veneraban a los antepasados y creían en Otro Mundo. Sus cuatro festivales anuales —Samhain, Imbolc, Beltane y Lughnasa— continuaron celebrándose en la época moderna. La tradición oral era importante, tradicionalmente mantenida por los seanchaí (narradores de historias). Las inscripciones oghamicas gaélicas comienzan en el siglo I. Su conversión al cristianismo acompañó la introducción de la escritura y el irlandés gaélico tiene la literatura vernácula más vieja en Europa occidental. La mitología irlandesa y las leyes Brehon fueron preservadas y adaptadas al cristianismo. Los monasterios gaélicos fueron renombrados centros de conocimiento y jugaron un papel clave en el desarrollo del arte Insular, mientras misionarios y estudiosos gaélicos influyeron notablemente en Europa occidental. En la Edad Media, la mayoría de los gaélicos vivían en casas redondas y ringforts. Tenían su propia indumentaria, que en Escocia se convirtió en belted plaid (vestido de tela con cinturón) y kilt. También tienen música distintiva, baile, y deportes. La cultura gaélica continúa ser un componente importante de la Cultura de Irlanda, de Escocia y de la isla de Man.

## Etnónimos
A lo largo de los siglos, gaélicos y gaelicohablantes han sido conocidos con diferentes nombres. Los más usuales han sido
gaels,
escotos e
irlandeses.
Los dos últimos han desarrollado significados más ambiguos, debido al antiguo concepto moderno de estado nación, que abarca a no gaélicos.
Otros términos como milesianos (en inglés milesians), no se utilizan habitualmente.
En nórdico antiguo se les llamaba vestmenn (‘hombres del oeste’).
Informalmente, se han utilizado nombres de pila arquetípicos como tadhg o dòmhnall para referirse a los gaélicos.

## Población

### Grupos familiares

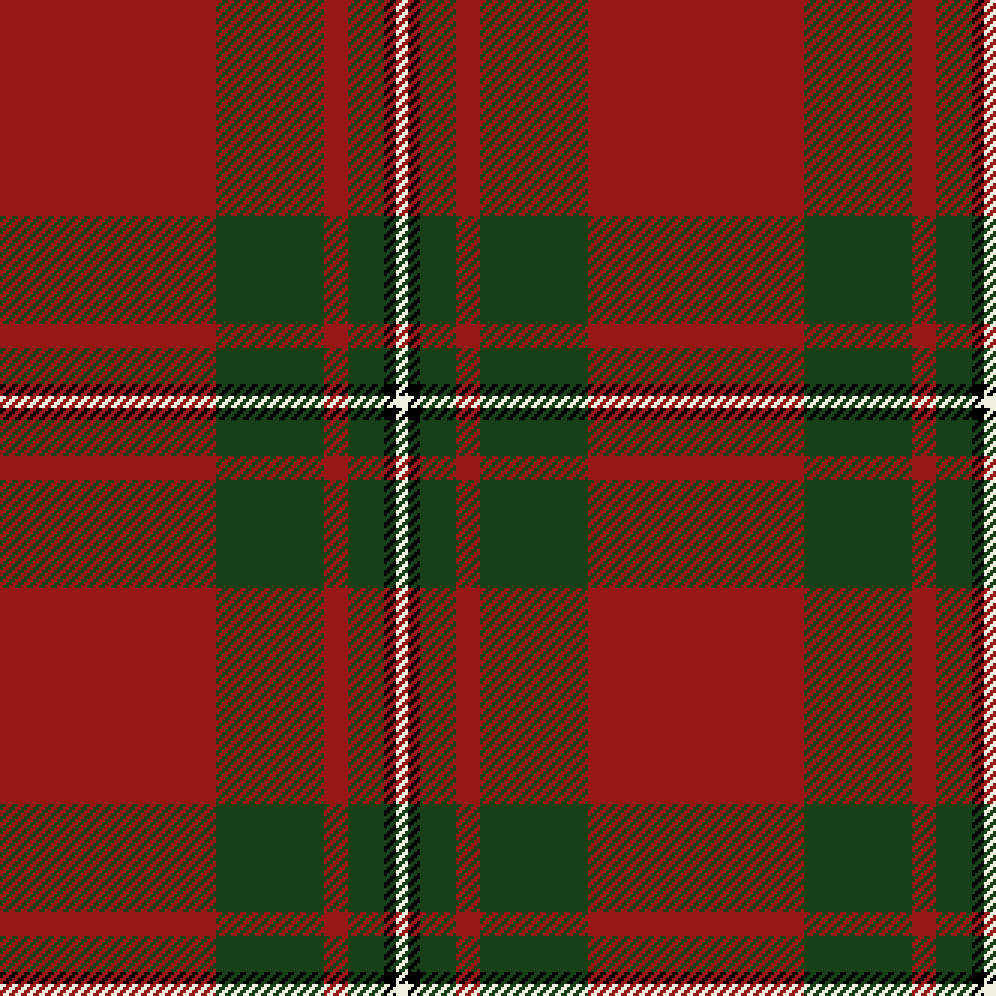
Tartán de clan del MacGregors. Los patrones distintivos estuvieron adoptados durante la era victoriana.

En la sociedad gaélica tradicional, un grupo de parentesco patrilineal es llamado Clan; esto significa una agrupación tribal descendiente de un antepasado común, mucho más grande que una familia personal, que puede también constar de linajes y septs (cierto tipo de división familiar típìcamente irlandesa o escocesa). Utilizando a los Eóganachta de Munster como ejemplo, miembros de este clan reclaman descender patrilinealmente de Éogan Mór. Se dividen después en linajes importantes, como los Eóganacht Chaisil, Glendamnach, Áine, Locha Léin y Raithlind. De las ramas de estos linajes han salido los apellido gaélicos; por ejemplo el Eóganacht Chaisil incluye O'Callaghan, MacCarthy, O'Sullivan y otros.
Los gaélicos irlandeses pueden agruparse en los siguientes clanes históricos; Connachta (incluyendo Uí Néill, Clan Colla, Uí Maine, etc.), Dál gCais, Eóganachta, Érainn (incluyendo Dál Riata, Dál Fiatach, etc.), Laigin y Ulaid (incluyendo Dál nAraidi). En las Tierras Altas, los diversos clanes gaélicos tienden a reclamar ascendencia de alguno de los grupos irlandeses, particularmente aquellos del Úlster. Los Dál Riata (p.ej. MacGregor, MacDuff, MacLaren, etc.) afirman descender de Síl Conairi, por ejemplo. Algunos aparecidos en la Ata Edad Media (p.ej. MacNeill, Buchanan, Munro, etc.) afirman ser Uí Néill. Como parte de su auto-justificación; los MacLeod en las Hébridas, desde los nórdico-gaélicos; los MacDonald afirman ser de Clan Colla.
Para los gaélicos irlandeses, el viejo sistema de clanes no sobrevivió a la incorporación de los reinos gaélicos al Reino de Irlanda y a la posterior Fuga de los Condes. A raíz del resurgimiento gaélico, ha renacido el interés por la genealogía irlandesa; el Gobierno irlandés reconoce a Jefes gaélicos desde los años 40. El Finte na hÉireann (Clanes de Irlanda) fue fundado en 1989 para reunir a las asociaciones de clanes; asociaciones de clanes individuales operan por todo el mundo y publican diarios para sus ramas. Los clanes de las Highlands sobrevivieron hasta la época de los levantamientos jacobitas del siglo XVIII. Durante la era victoriana, los tartanes simbólicos, blasones e insignias eran aplicados de manera retroactivas a los clanes. Asociaciones de clanes fueron prosperando a lo largo de los años y en 2013 se fundó Na Fineachan Gàidhealach.

### Genética humana
A comienzos del siglo XXI, los principios de la genética humana y la genealogía genética fueron aplicados al estudio de poblaciones de origen gaélico. Se encontró que una inmensa mayoría contenía el haplogrupo R1b en el cromosoma Y. Los otros dos pueblos con registros del R1b mayor que el 85 % en un estudio de 2009 estudio publicado en la revista científica, PLOS Biología, fueron galeses y vascos.
El desarrollo de estudios en profundidad de las secuencias de ADN conocidas como STRs y SNPs, han permitido a los genetistas asociar subcladas con agrupaciones familiares gaélicas concretas (y sus apellidos), reivindicando elementos significativos de genealogía gaélica, encontrados en trabajos como el Leabhar na nGenealach. Los ejemplos pueden ser tomados de los Uí Néill (O'Neill, O'Donnell, Gallagher, etc.), asociados con R-M222 y los Dál gCais ( O'Brien, McMahon, Kennedy, etc.) asociados con R-L226. Con respecto a estudios de genealogía genéticos gaélicos, estos desarrollos en subcladas han ayudado a personas a encontrar su clan original en el caso de eventos de no paternidad, con la mayor base de datos de ADN de Árbol Familiar.

### Demografía
En países donde viven gaélicos, se han realizado censos que documentan las estadísticas de oblación. Estas estadísticas incluyen el número de hablantes de una lengua gaélica, ya sea Gaeilge (irlandés), Gáidhlig (gaélico escocés) o Gaelg (Manx). La cuestión de identidad étnica es ligeramente más compleja, pero se incluyen abajo quienes se identifican con las etnias irlandesa o escocesa. Habría que tener en cuenta que no todos serán de ascendencia gaélica, especialmente en el caso de Escocia, debido a la naturaleza de las Lowlands. También depende de las respuestas individuales, por lo que es una guía aproximada más que una ciencia exacta.
Las dos naciones "gaélicas" comparativamente más importantes en la era moderna son Irlanda (que en el censo de 2002 contaba con 185 838 personas que hablaban irlandés "diariamente" y 1 570 894 "capaces" de hablarlo) y Escocia (58 552 "hablantes gaélicos" y 92 400 con "alguna capacidad de lengua gaélica" en el censo de 2001). Comunidades donde las lenguas son habladas de forma nativa están restringidas en gran parte a la costa oeste de cada país y especialmente las Hebridas en Escocia. Aun así, una proporción grande de la población gaélico-parlante vive ahora en las ciudades de Glasgow y Edimburgo en Escocia, y Donegal, Galway, Cork y Dublín en Irlanda. hay aproximadamente 2000 hablantes gaélicos escoceses en Canadá (dialecto gaélico canadiense), a pesar de que muchos son ancianos y se concentran en Nueva Escocia y más específicamente en la isla de Cabo Bretón. Según el censo de EE. UU. de 2000, hay más de 25 000 hablantes de irlandés en los Estados Unidos, la mayoría en áreas urbanas con grandes poblaciones de irlandeses americanos, como Boston, Nueva York y Chicago.
| Estatal                    | Gaeilge          | Étnico irlandés   | Gàidhlig      | Étnico Scots     | Gaelg       | Étnico Manx   |
| -------------------------- | ---------------- | ----------------- | ------------- | ---------------- | ----------- | ------------- |
| Irlanda                    | 1 770 000 (2011) | 3 969 319 (2011)  | No grabado    | No grabado       | No grabado  | No grabado    |
| Reino Unido y dependencias | 64 916 (2011)    | 1 101 994 (2011)  | 57 602 (2011) | 4 446 000 (2011) | 1689 (2000) | 38 108 (2011) |
| Estados Unidos             | 25 870 (2000)    | 33 348 049 (2013) | 1605 (2000)   | 5 310 285 (2013) | No grabado  | 6955          |
| Canadá                     | 7500 (2011)      | 4 354 155 (2006)  | 1500 (2011)   | 4 719 850 (2006) | No grabado  | 4725          |
| Australia                  | 1895 (2011)      | 2 087 800 (2011)  | 822 (2001)    | 1 876 560 (2011) | No grabado  | 46 000        |
| Nueva Zelanda              | No grabado       | 14 000 (2013)     | 670 (2006)    | 12 792 (2006)    | No grabado  | No grabado    |
| Total                      | 1 870 181        | 44 875 317        | 62 199        | 16 318 487       | 1689        | 95 788        |

### Diáspora

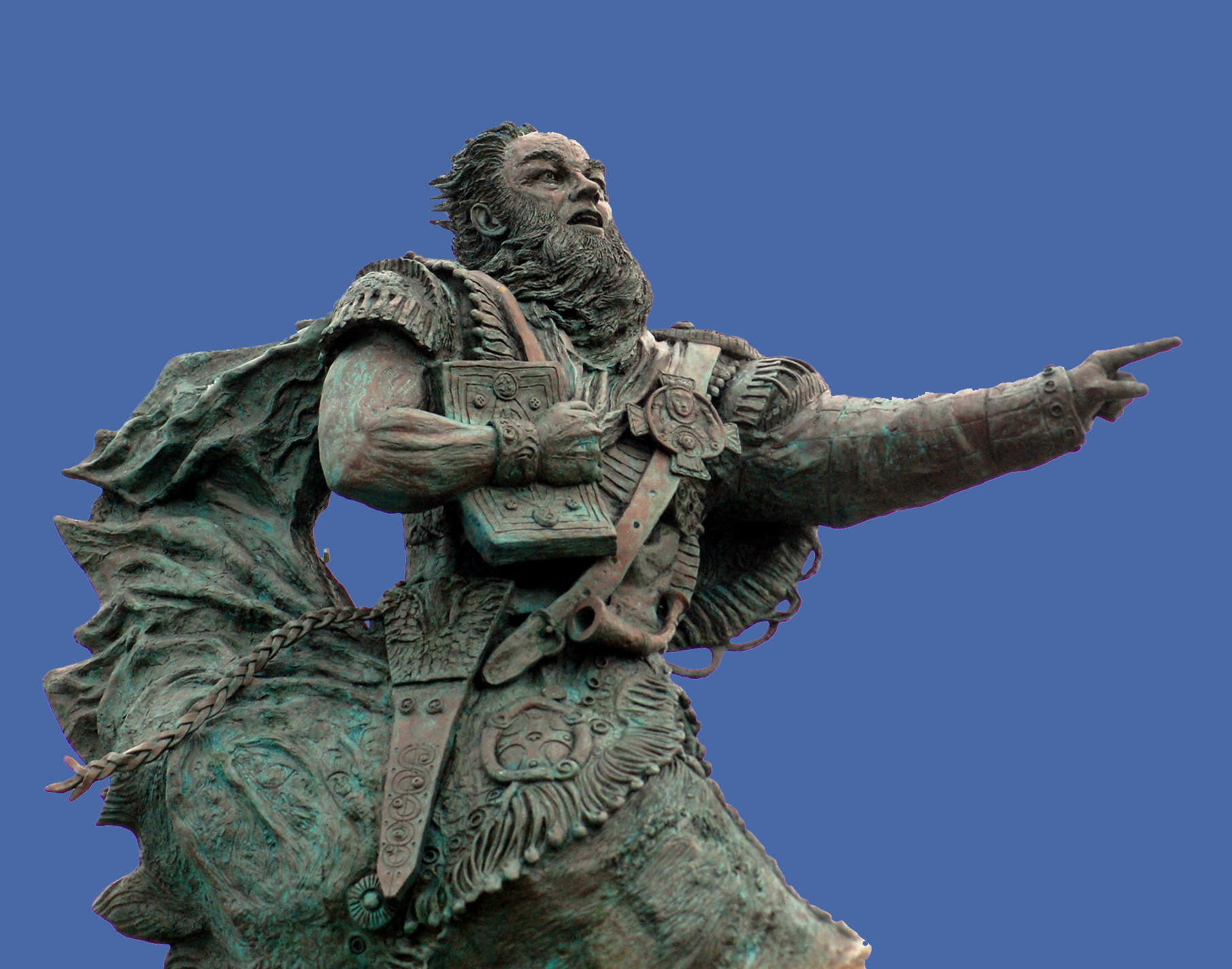
El monje san Brandán el Navegante ha sido asociado con las hipótesis de contacto transatlántico.

Cuando el Imperio Romano Occidental empezó a derrumbarse, los gaélicos, junto con los anglosajones fueron uno de los pueblos capaces de sacar partido de la situación de Gran Bretaña a partir del siglo IV.
Los proto-eóganachta uí liatháin y los déisi muman del Reino de Dyfed establecieron colonias en la actual Gales.
Más al norte, los Dál Riata deÉrainn colonizaron Argyll (y posteriormente fundaron el Reino de Alba) y la influencia gaélica alcanzó significativamente el Reino de Northumbria.
Además, el clan MacAngus alcanzó la corona de Pictavia en el siglo VIII.
Los misioneros gaélicos cruzaron el mar hacia el continente europeo y desarrollaron su trabajo en el Reino de los francos.
Con la llegada de la era vikinga y sus mercados de esclavos, los gaélicos se dispersaron a través de los reinos controlado por los nórdicos; como legado, en estudios genéticos, los islandeses exhiben altos niveles de mDNA (genoma mitocondrial) de origen gaélico.

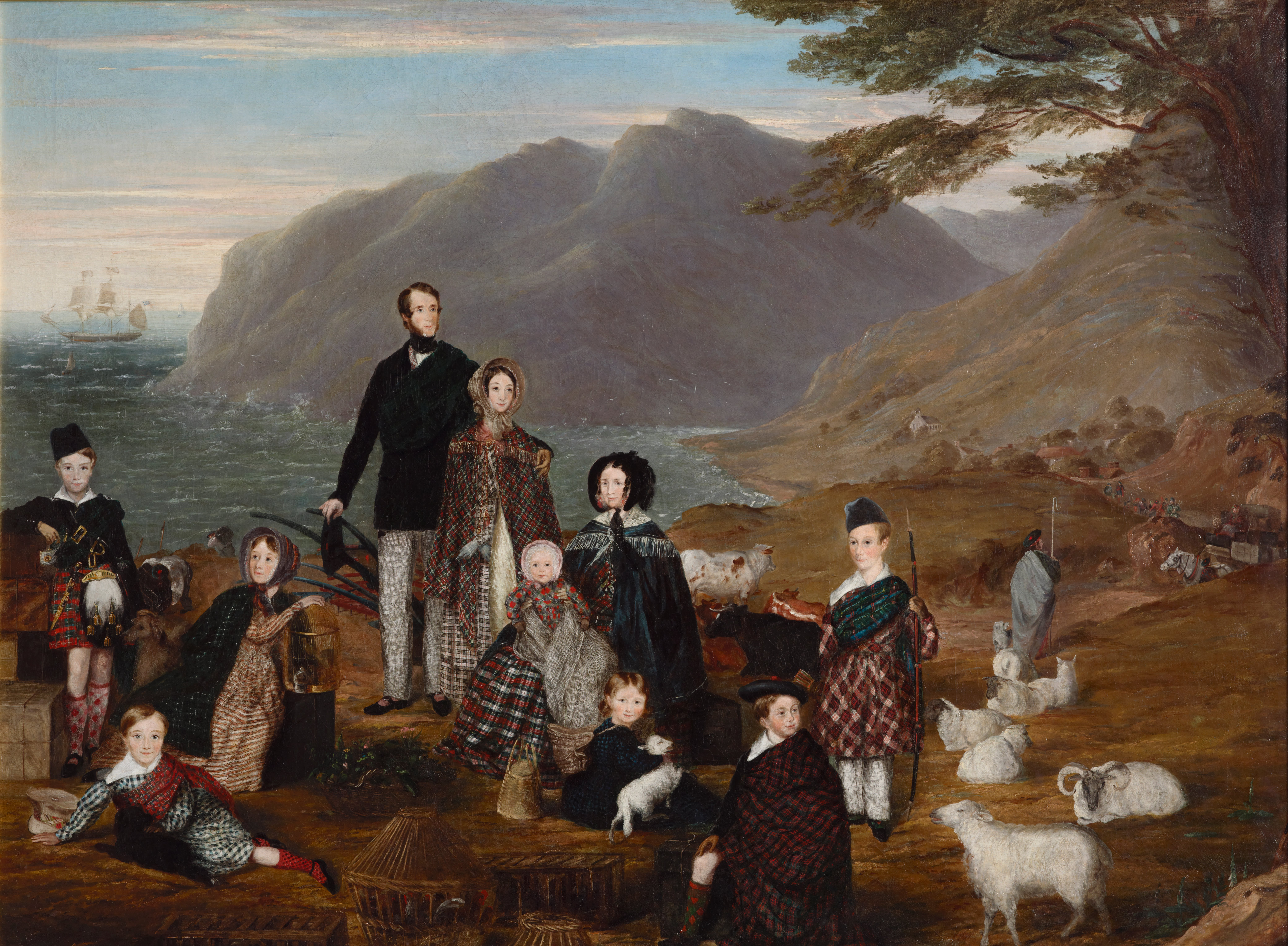
Los emigrantes, cuadro de 1844. Se describe una familia de las Highlands emigrando a Nueva Zelanda.

Desde la caída de las Estados gaélicos, los gaélicos se han abierto camino por todo el mundo, principalmente bajo los auspicios del Imperio británico, pero también, aunque a menor escala, del Imperio español. Los destinos principales para los expatriados han sido América del Norte (Estados Unidos y Canadá) y Oceanía (Australia y Nueva Zelanda). Igualmente, se ha producido una masiva migración interna dentro de las islas británicas a partir del siglo XIX, con el campesinado irlandés gaélico y los highlanders, que emigraron a las ciudades industriales de habla inglesa de Londres, Dublín, Glasgow, Liverpool, Mánchester, Birmingham, Cardiff, Leeds, Edimburgo y otras. Muchos experimentaron un fenómeno lingüístico de "anglificación" y algunos se fusionaron finalmente con las poblaciones anglas.

## Historia

### Orígenes

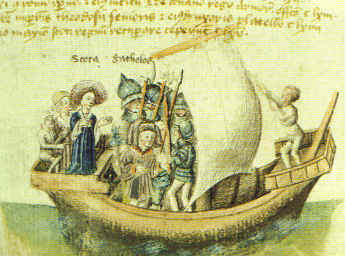
Scota y Goídel Glas viajando desde Egipto. De la crónica de el Scotichronicon.

En su épica nacional propia contenida dentro de trabajos medievales como el Lebor Gabála Érenn, los Gaels rastrean el origen de su pueblo hasta un antepasado epónimo llamado Goidel Glas. Es descrito como un príncipe escita (nieto de Fénius Farsaid), al que se le considera el creador de las lenguas gaélicas. Goídel era hijo de Scota, descrita como una princesa egipcia (algunos los escritores modernos la asocian con Meritaten). Los gaélicos son descritos deambulando de lugar en lugar durante cientos de años; atraviesan Egipto, Creta, Escitia, el Mar Caspio y Getulia, antes de llegar a Iberia. Es aquí donde su rey, Breogán, funda Galicia.
Se dice entonces que los gaélicos navegaron hasta Irlanda desde Galicia como Milesios, hijos de Míl Espáine. Libran una batalla de hechicería contra los Tuatha Dé Danann, los dioses, que habitaban Irlanda en la época. Ériu, una diosa de la tierra, promete a los gaélicos que Irlanda será suya siempre y cuando le paguen tributo a ella. Acceden, y su bardo Amergin recita un encantamiento conocido como la Canción de Amergin. Los dos grupos acuerdan repartirse Irlanda entre ellos: los Gaélicos ocuparán el mundo exterior mientras que los Tuath Dé ocuparán el inferior (Otro Mundo).
Los avances en los estudios de ADN han revelado algunas pistas sobre el origen de los gaélicos (quienes están asociados con el R-L21). El Haplogrupo R apareció hace 26 800 años en Asia Central durante la Última Edad de Hielo. La rama del R1b se había escindido durante el Paleolítico y su derivativa R-M269 fue encontrada en la estepa póntica en el Calcolitico (la hipótesis de los Kurganes hace a estos hablantes de protoindoeuropeo). Los Indoeuropeos entraron en Europa por primera vez hace 7000 años, habiendo armas de bronce y domesticado al caballo, lo que les otorgaba ventaja en su conquista de la Vieja Europa y la proliferación de sus linajes. Después de que la subclada R-L51 fundara la cultura de Unetice, su derivada R-L21 emigró al oeste, llegando a Gran Bretaña en torno al 2100 a. C. y a Irlanda en 2000 a. C., dando lugar al pueblo gaélico.

### Antigüedad

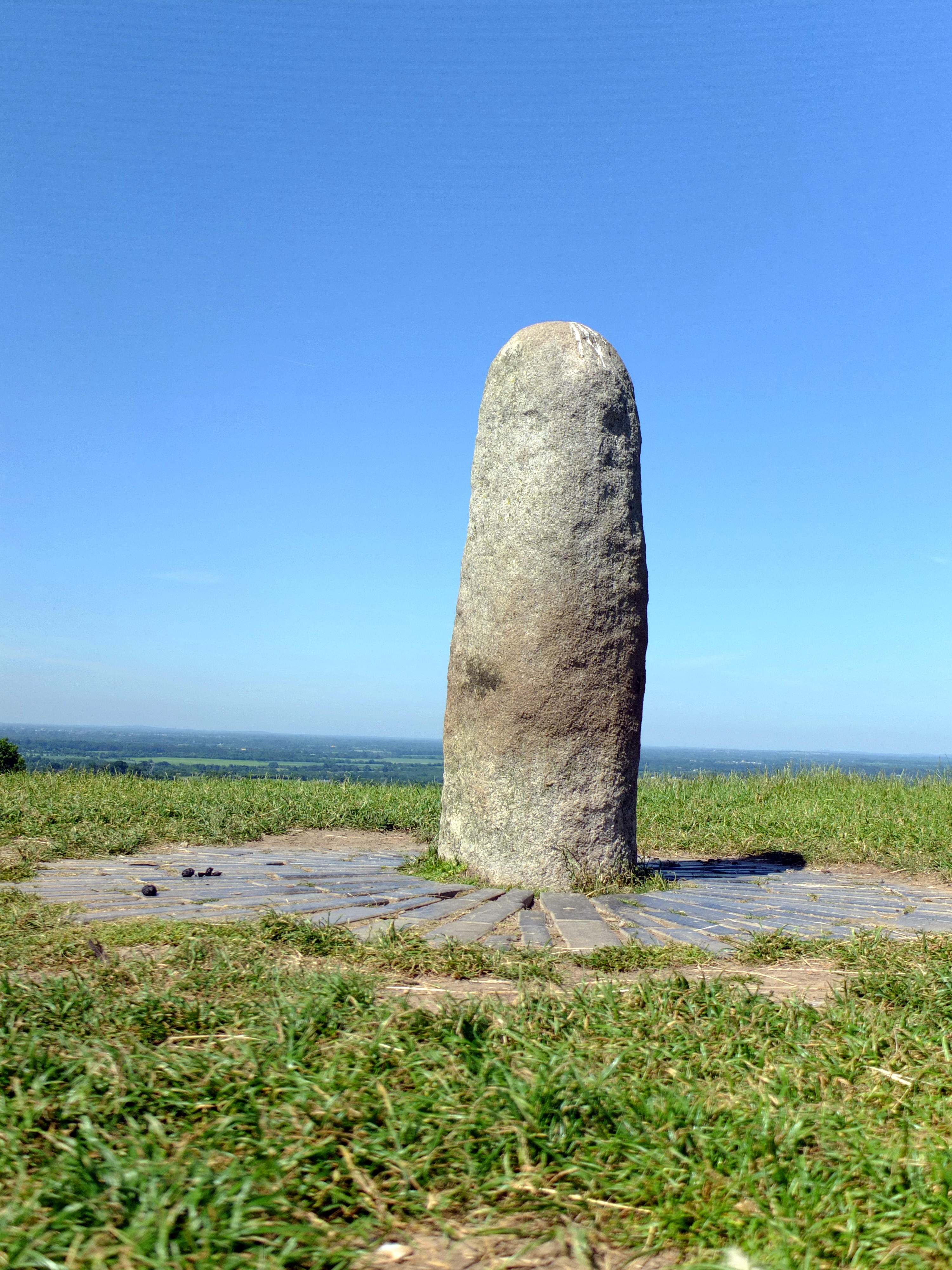
La Lia Fáil en la colina de Tara, sitio sagrado de inauguración para los Reyes Supremos gaélicos.

Según los Anales de los Cuatro Maestros, las primeras ramas de gaélicos milesios fueron los Heremonianos, los Heberianos y los Irianos, descendientes de los tres hermanos Érimón, Éber Finn e Ír respectivamente. Otro grupo serían los Ithianos, descendientes de Íth (un tío de Milesius) que fueron ubicados al sur de Leinster (asociados con los Brigantes) pero que se extinguieron posteriormente. Los Cuatro Maestros datan el inicio del gobierno milesio en torno al año 1700 BC. Inicialmente, los Heremonianos fueron Reyes Supremos de Irlanda desde su baluarte de Mide, los Heberianos recibieron Munster y los Irianos el Úlster. En esta fase inicial de la era Milesia, los grupos no gaélico de los Fir Domnann dominaban Leinster y los Fir Ol nEchmacht el territorio posteriormente conocido como Connacht (posiblemente restos de los Fir Bolg).
Durante la Edad de Hierro hubo un incremento de actividad en varios sitios ceremoniales reales como Tara, Dún Ailinne, Rathcroghan y Emain Macha.[49] Cada uno estaba asociado con una tribu gaélica. El más importante fue Tara, donde el Rey Supremo era inaugurado en la Lia Fáil (Piedra del Destino), que ha llegado hasta nuestros días. Según los Anales, esta era también vio, durante el siglo VII a. C., cómo una rama de Heremonianos conocidos como Laigin, descendientes de Úgaine Mór hijo de Lóegaire Lorc, desplazaron a los Fir Bolg que aún quedaban en Leinster. Fue también un periodo crítico para los Ulaid (anteriormente Irianos) cuando uno de sus miembros Rudraige Mór se hizo con la Corona Suprema en el siglo III a. C.; su descendencia sería el tema del Ciclo del Úlster de tradición heroica, incluyendo el épico Táin Bó Cúailnge. Esto incluye la lucha entre Conchobar mac Nessa y Fergus mac Róich.
Después de recuperar el poder, los Heremonianos, en la persona de Fíachu Finnolach fueron derrocados en un golpe de Estado provincial en el siglo I de nuestra era. Su hijo, Túathal Techtmar tuvo que exiliase a Britania antes de regresar para reclamar Tara. Basado en el relato de Tacito, algunos los historiadores modernos le asocian con un “príncipe irlandés” que se habría entrevistado con Agrícola, gobernador de Gran Bretaña y especulado acerca de la ayuda romana.[50] Su nieto, Conn Cétchathach, fue el antepasado de los Connachta que dominarían la Edad Media irlandesa. Obtuvieron el control del actual Connacht. Sus parientes cercanos los Érainn (ambos grupos descendientes de Óengus Tuirmech Temrach) y los Ulaid acabarían entregándoles el Úlster, cuando los descendientes de los Tres Collas en Airgíalla y Niall Noígíallach en Ailech extendieron su hegemonía.

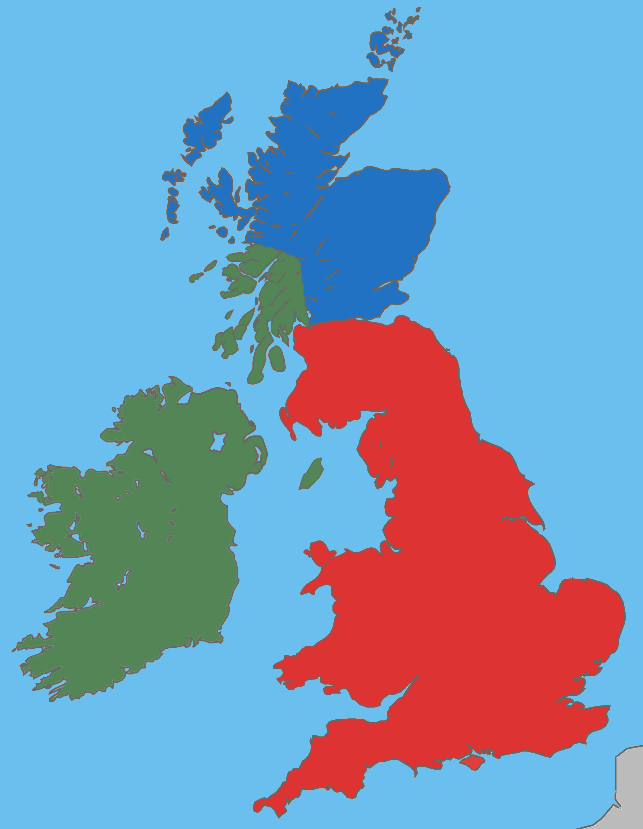
Las Islas británicas en el siglo V.
Área principal de lenguaje goidélico
Área principal de lenguaje picto
Área principal de lenguaje britano

Los gaélicos emergieron en los registros históricos durante la era clásica, con inscripciones ogámicas y referencias bastante detalladas en la etnografía Greco-Romana (notablemente en Claudio Ptolomeo). El Imperio romano conquistó la mayor parte de Gran Bretaña en el siglo I, pero no alcanzó Irlanda o el extremo norte de Gran Bretaña. Los gaélicos mantuvieron relaciones con el mundo romano, mayoritariamente a través de comercio. Monedas y joyas romanas han sido encontradas en varios sitios reales irlandeses, por ejemplo. Los gaélicos, conocidos por los romanos como Scoti, también asolaron las costas de la Britania romana, junto con los Pictos. Estas incursiones aumentaron en el siglo IV, una vez que el dominio romano se empezó a colapsar. Esta era está también marcada por la presencia gaélica en Gran Bretaña; en lo que hoy es Gales, los Déisi fundaron el Reino de Dyfed y los Uí Liatháin fundaron Brycheiniog. Hubo también asentamientos irlandeses en Cornualles. Al norte, los Dál Riata establecieron un territorio en Argyll y las Hébridas.

### Medieval
El cristianismo llegó a Irlanda durante el siglo V, perviviendo especialmente el nombre de un esclavo romano britano Patricio, pero también a través de gaélicos como Declán, Finnian y los Doce Apóstoles de Irlanda. Abades y monjes asumieron ciertos roles culturales propios de los aos dána (entre ellos las funciones de druida y seanchaí) ya que la cultura oral de los gaélicos fue transcrita a la llegada de la alfabetización. De esta forma, el cristianismo en Irlanda en estos primeros años retuvo elementos de la cultura gaélica.
En la Edad Media, la Irlanda gaélica estaba dividida en una jerarquía de territorios gobernados por una jerarquía de reyes o jefes. El territorio más pequeño era el túath (plural: túatha), típicamente el territorio de un grupo familiar. Varios túatha formaban un mór túath (reino superior), gobernado por un rey superior. Varios reinos supremos formaban un cóiced (provincia), gobernado por un rey provincial. En la Alta Edad Media, los túatha eran la principal unidad política, pero durante los siglos siguientes los reyes superiores y los reyes provinciales vieron aumentado su poder. Hacia el siglo VI, la división de Irlanda en dos esferas de influencia, Leath Cuinn y Leath Moga, era en gran parte una realidad. En el sur, la influencia de los Eóganachta con su sede de Cashel se extendió en detrimento de los clanes Érainn como los Corcu Loígde y el Clann Conla. A través de sus vasallos los Déisi (descendientes de Fiacha Suidhe y posteriormente conocidos como Dál gCais), Munster se extendió al norte del Shannon, poniendo los cimientos del futuro Thomond. Además de sus avances en Úlster (excluyendo a los Érainn de Ulaid), los Uí Néill del sur había alcanzado Mide y Brega. Hacia el siglo IX, algunos de los reyes más poderosos eran reconocidos como Reyes Supremos de Irlanda.
Algunos, particularmente campeones del cristianismo, consideran los siglos VI a IX como una Época dorada. Esto es debido a la influencia de los gaélicos en Europa Occidental gracias a sus actividades misioneras cristianas. Al igual que los Padres del Desierto, los monjes gaélicos eran conocidos por su ascetismo. Algunas de las figuras más celebradas de estos tiempos fueron Columba, Aidan, Columbanus, entre otros. Formados en griego y latín en una época de derrumbamiento cultural, los sabios gaélicos fueron capaces de tener presencia en la corte del Imperio carolingio; quizás el ejemplo mejor conocido es el de Johannes Scotus Eriugena. Aparte de sus actividades en el extranjero, el arte insular floreció internamente, con objetos como el Libro de Kells y el Broche de Tara que sobrevive. Clonmacnoise, Glendalough, Clonard, Durrow e Inis Cathaigh son algunos de los monasterios irlandeses más prominentes fundados en esa época.
Hay evidencias de que los gaélicos pudieron alcanzar las Islas Feroe e Islandia antes que los nórdicos, y que monjes gaélicos conocidos como papar vivieron allí antes de ser expulsado por los nórdicos.

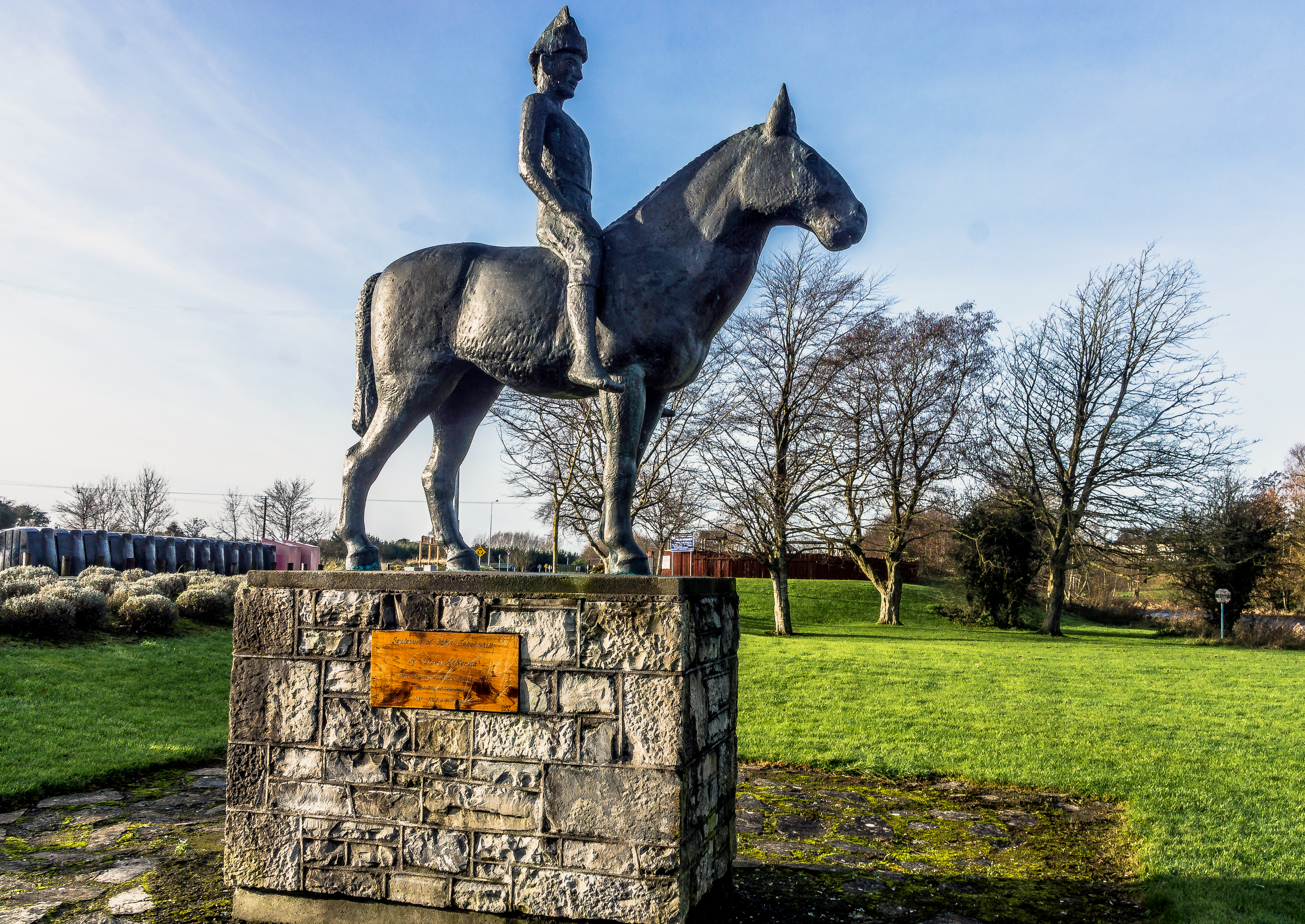
Alto rey Máel Sechnaill mac Domnaill, uno de los dirigentes en la lucha con los nórdicos.

El final del siglo VIII anunció una mayor intervención exterior en asuntos gaélicos de pueblos como los nórdicos escandinavos, conocidos como Vikingos, que empezaron a asaltar las costas en busca de botín. Los registros más antiguos de ataques corresponden a Rathlin e Iona en 795; estos ataques relámpago continuaron durante cierto tiempo hasta que los nórdicos comenzaron a asentarse en Dublín en los años 840 (creando un gran mercado de esclavos), Limerick, Waterford y en otros lugares. Conquistaron también gran parte de la Hébridas y de la Isla de Man a los clanes Dál Riata para crear el Reino de Mann y las Islas.
Al mismo tiempo, los Pictos comenzaron a gaelizarse y el reino gaélico de Dál Riata acabó fusionado con Pictavia para formar el Reino de Alba. Kenneth MacAlpin y la Casa de Alpin son los más asociados con este proceso.
Tras la expulsión de los vikingos de Dublín por el rey Cerball mac Muirecáin de Leinster, regresaron en el reinado de Niall Glúndub, inaugurando un segundo período de ocupación. Los nórdicos de Dublín —algunos de los cuales, como el rey Uí Ímair Ragnall ua Ímair ahora parcialmente gaelizados como nórdico gaélicos— se convirtieron en una potencia local, con posesiones en Northumbria y York. Al mismo tiempo, las ramas norte y sur de Uí Néill se enfrentaron en busca de la hegemonía gaélica. Donnchad Donn asoló Munster y tomó como rehén a Cellachán Caisil de los Eóganachta. Esta desestabilización facilitó inadvertidamente el ascenso de los Dál gCais y su líder Brian Bóruma. A través de su poder militar, Brian fue construyendo un Imperium gaélico bajo su mando, obteniendo incluso la sumisión de Máel Sechnaill mac Domnaill. Estuvieron implicados en una serie de batallas contra los vikingos; Tara, Glenmama y Clontarf; en la última de las cuales murió Brian en 1014. La campaña de Brian fue glorificada en el Cogad Gáedel re Gallaib ("La Guerra de los gaélicos con los Extranjeros").
La Iglesia irlandesa fue acercándose a los modelos continentales tras el Sínodo de Ráth Breasail y la llegada de los Cistercienses. Igualmente, se incrementó el volumen de comercio y comunicación con una Gran Bretaña normandizada y Francia. En el interior, Ó Briain y Ó Conchobhair intentaban construir una monarquía nacional.
El resto de la Edad Media estaría marcado por el conflicto entre gaélicos y anglonormandos. La invasión normanda de Irlanda se desarrolló a finales del siglo XII. Mercenarios normandos llegaron a Leinster en 1169, respondiendo a la petición de Diarmait Mac Murchada, que solicitó su ayuda para recuperar el trono. Hacia 1171 los normandos controlaban Leinster, y Enrique II de Inglaterra, con el respaldo del Papado, estableció el Señorío de Irlanda. Los reyes de Inglaterra reclamaron la soberanía sobre este territorio, provocando un conflicto secular entre anglonormandos y nativos irlandeses. Los orígenes del sentimiento anti-gaélico se remontan a esta época, con cronistas como Gerald de Gales, que inician una campaña de propaganda (con una glosa "de reforma gregoriana) para justificar la ocupación de las tierras gaélicas. Escocia también quedó bajo influencia anglonormanda en el siglo XII. La Revolución davidiana vio la anglonormanizacion de la monarquía, gobierno e iglesia de Escocia; la fundación de burghs, principalmente de habla inglesa; y la inmigración de aristócratas normandos, favorecida por los reyes. Este proceso quedó confinado a las Lowlands escocesas. En Irlanda, los anglonormandos crearon sus propios señoríos semiindependientes, pero muchos reinos irlandeses permanecieron fuera del control normando y guerreros gallowglass fueron traídos desde las Highlands para luchar por varios reyes irlandeses.
En 1315, un ejército escocés desembarcó en Irlanda como parte de la guerra de Escocia contra Inglaterra. Estaba encabezado por Edward Bruce, hermano del rey escocés Robert el Bruce. Edward instó a los irlandeses a aliarse con los escoceses apelando a su ascendencia gaélica compartida y su cultura, y la mayoría de los reyes del norte le reconoció como Rey Supremo de Irlanda. Sin embargo, la campaña acabó tres años más tarde con la derrota y la muerte de Edward en la Batalla de Faughart.
A mediados del siglo XIV comenzó un periodo de insurgencia gaélica: el control real inglés quedó reducido a una pequeña área en torno a Dublín conocida como la Empalizada y, fuera de ella, muchos señores anglonormandos adoptaron la cultura gaélica, convirtiéndose en hiberno normandos y volviéndose "más irlandeses que los irlandeses". El gobierno inglés intentó, sin éxito, evitar estos comportamientos a través de los Estatutos de Kilkenny (1366), que prohibían a los colonos ingleses el adoptar la cultura gaélica.

### Imperial

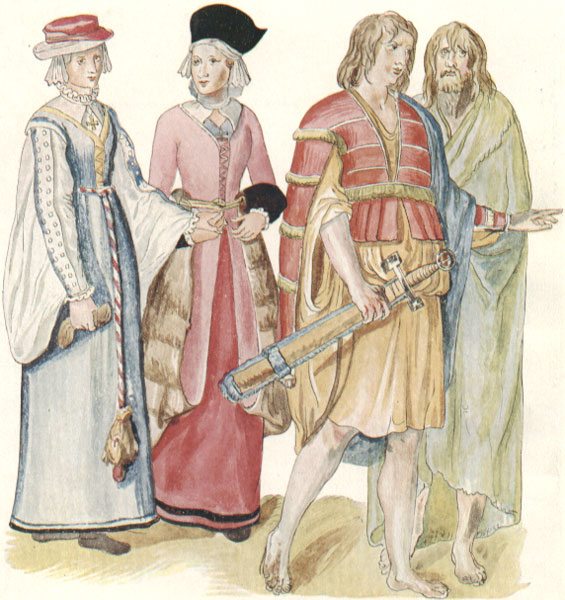
Hombres y mujeres nobles irlandeses gaélicos, c.1575

Durante los siglos XVI y XVII, con el comienzo de la Edad Moderna, los gaélicos padecieron las políticas de los Tudor y los Stewart que trataron de anglificar la población y poner bajo control tanto Irlanda como las Highlands, como parte de lo que acabaría siendo el Imperio británico. En 1542, Enrique VIII de Inglaterra declaró el Señorío de Irlanda un Reino y él se proclamó rey de Irlanda. Los ingleses, cuyo poder residía en la zona de Dublín, decidieron reconquistar la isla. Los reyes gaélicos fueron animados a solicitar la rendición y reconcesión: rendición sus tierras al rey, y entonces recibirlas nuevamente concesión real. Se esperaba también que quienes entregaban sus tierras, siguieran las leyes y costumbres inglesas, hablaran inglés y se convirtieran a la Iglesia anglicana protestante. Siguieron décadas de conflictos durante el reinado de Isabel I, culminando en la Guerra de los Nueve Años (1594–1603) que significó la derrota definitiva para los gaélicos irlandeses y el fin de la independencia de los últimos reinos nativos.
En 1603, con la Unión de las Coronas, Jacobo de Escocia se convirtió también en rey de Inglaterra e Irlanda. Jacobo veía a los gaélicos como bárbaros y rebeldes a los que había que civilizar, y creía que la cultura gaélica debía ser eliminada. También, mientras la mayoría de Gran Bretaña se había convertido al Protestantismo, la mayoría de los gaélicos habían permanecido católicos. Cuando los líderes de la alianza gaélica abandonaron Irlanda en 1607, sus tierras fueron confiscadas. Jacobo inició la colonización de estas tierras con colonos protestantes de habla inglesa, en lo que se conoció como la Colonización del Úlster. Con ello se pretendía establecer una colonia británica protestante y leal en la zona más rebelde de Irlanda, y cortar los vínculos entre los gaélicos del Úlster y los gaélicos escoceses. En Escocia, Jacobo logró subyugar a los clanes gaélicos y suprimir su cultura, a través a de leyes tales como los Estatutos de Iona. Intentó también colonizar la Isla de Lewis con colonos de las Lowlands.
Desde ese momento, la lengua gaélica fue desapareciendo paulatinamente en la mayoría de Irlanda y Escocia. El siglo XIX fue el punto de inflexión ya que eventos como la Gran Hambruna en Irlanda y a través del Mar de Irlanda, y las Highland Clearances, causaron una emigración masiva (llevando a la anglificación, pero también a la diáspora). La lengua quedó confinada a las fortalezas gáelicas de las Tierras Altas de Escocia, el oeste de Irlanda y la isla de Cabo Bretón en Nueva Escocia.

### Moderno
El resurgimiento gaélico tuvo lugar en el siglo XIX, con organizaciones como Conradh na Gaeilge y An Comunn Gàidhealach intentando restaurar el prestigio de la cultura gaélica y la hegemonía socio comunal de las lenguas gaélicas. Muchos de los participantes en la Revolución irlandesa se inspiraban en estos ideales y cuando se formó un estado soberano (el Estado Libre irlandés), cundió el entusiasmo por la re-Gaelización de Irlanda y fue promovido a través de la educación pública. Los resultados fueron dudosos y la Gaeltacht donde vivían los hablantes nativos continuó contrayéndose. En los años 60 y 70, la presión de grupos como Misneach (apoyados por Máirtín Ó Cadhain), el Gluaiseacht Chearta Siabhialta na Gaeltachta y otros, particularmente en Connemara, allanaron el camino para la creación de agencias de desarrollo como Údarás na Gaeltachta y medios de comunicación estatales (televisivos y radiofónicos) en Gaeilge.
El último hablante nativo de Manx murió en los años 70, aunque el uso del Manx como lengua nunca cesó plenamente. Se vive ahora un resurgimiento de este lenguaje y el Manx es una vez más enseñado en todas las escuelas como segunda lengua y en algunas como primera.

## Cultura
La sociedad gaélica estaba tradicionalmente conformada por grupos familiares conocidos como clanes, cada cual con su territorio propio y encabezados por un cacique varón. El mecanismo de sucesión a la jefatura era a través de la tanistry. Cuando un hombre se convertía en jefe o rey, un pariente suyo era elegido para ser su lugarteniente o 'tanist' (tánaiste). Cuando el jefe o rey fallecía, era automáticamente sucedido por su tanist. El tanist debía compartir el mismo bisabuelo con su predecesor (pertenecer al mismo derbfhine) y era elegido por hombres libres que también compartían el mismo ancestro. La ley gaélica era conocida como Fénechas o ley de Brehon. Los gaélicos siempre tuvieron una tradición oral fuerte, mantenida por shanachies. En la era antigua y medieval, la mayoría de los gaélicos vivían en pallozas y ringforts. Tenían su vestimenta típica, que se ha convertido en los actuales belted plaid y kilts en Escocia. También tenían sus bailes y músicas tradicionales, y sus deportes propios (ver juegos gaélicos y juegos de las Highlands).

### Lengua

#### Aparición

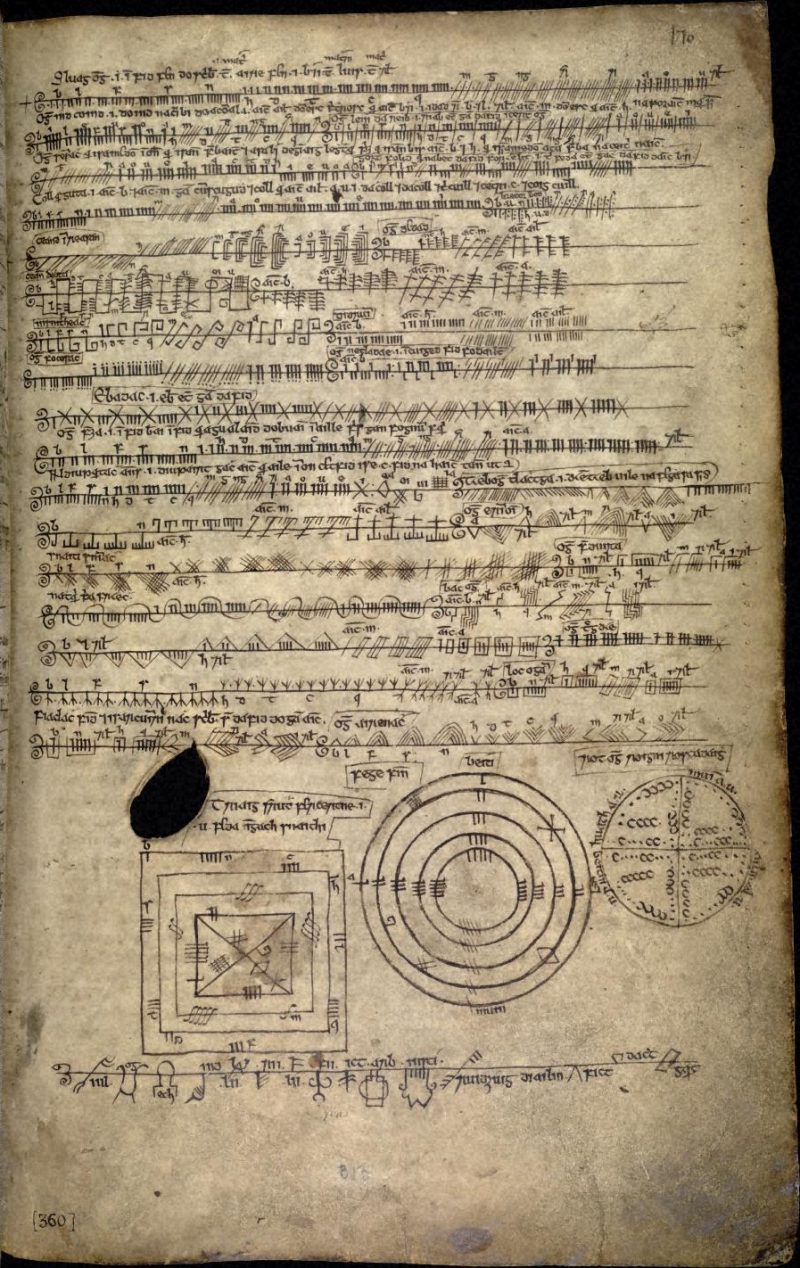
Auraicept na n-Éces, siglo VII, explicado en ogham.

Las lenguas gaélicas son parte de las lenguas Celtas y están en el escalón inferior de la familia lingüística Indoeuropea. Hay dos teorías históricas principales respecto del origen y desarrollo de las lenguas gaélicas desde una raíz protocelta; la hipótesis Celta Insular postula que las lenguas goidélicas y britónicas descienden de un antepasado común más reciente que lenguas Celtas Continentales, mientras que la hipótesis de Q-Celtas y P-Celta postula que el goidélico está más estrechamente relacionado con la lengua celtibérica, mientras que el britano está más cerca de la lengua gala.
Las estimaciones de la aparición del proto-gaélico en Irlanda varían ampliamente entre la introducción de agricultura c. 7000–6000 aC a alrededor de escasos siglos a. C. Poco puede ser dicho con certeza, ya que la lengua actualmente conocida como Antiguo irlandés—ancestro del irlandés moderno, el gaélico escocés y el Manx—comenzó a ser correctamente registrado durante la cristianización de Irlanda en el siglo IV, después de la introducción del alfabeto latino. El irlandés primitivo aparece en una específica forma escrita, utilizando un alfabeto único conocido como Ogham. Los ejemplos más antiguos de Ogham ha sobrevivido en forma de inscripciones conmemorativas o epitafios en monumentos similares a pilares de piedra (ver Mac Cairthinn mac Coelboth). Se pueden encontrar Piedras ogham a lo largo y ancho de Irlanda y de la vecina Gran Bretaña. Se piensa que esta forma de escritura de Primitivo irlandés pudo haber estado en uso en torno al año 1000 a. C. Cada signo frecuentemente codifica un nombre o descripción del dueño y región circundante, y es posible que las piedras esculpidas pudieran representar reclamaciones territoriales.

#### Contemporáneo
Las lenguas gaélicas han experimentado un acusado declive desde comienzos del siglo XIX, cuándo eran la lengua común en Irlanda y las Highlands de Escocia; hoy son idiomas amenazados. La expansión de la lengua inglesa ha llevado a que una gran mayoría de personas de ascendencia gaélica sean incapaces de hablar lenguas goidélicas. Ya en los Estatutos de Kilkenny de 1366, el gobierno británico había intentado disuadir a la población del uso de gaélico por razones políticas. Los Estatutos de Iona de 1609 y el SSPCK en las Tierras Altas son también ejemplos notables. Cuando la vieja aristocracia gaélica fue desplazada o asimilada, la lengua perdió su prestigio y se convirtió principalmente una lengua villana, más que en una de educación y gobierno.
Durante el siglo XIX, numerosas organizaciones Gaeilgeoir fueron creadas para promover un extenso resurgimiento cultural y lingüístico. Conradh na Gaeilge (en inglés: the Gaelic League) nació en 1893 y tuvo sus orígenes en la Unión Gáelica de Charles Owen O'Conor, derivada a su vez de la Sociedad para la Preservación de la Lengua irlandesa. En las Highland aparecieron grupos similares, como An Comunn Gàidhealach. En este tiempo, irlandés gaélico era hablado ampliamente a lo largo del litoral Occidental (y algunos otros enclaves) y la Liga gaélica empezó a definir estos territorios como "Gaeltacht", idealizado como el núcleo de la auténtica Irlanda, más que el anglodominado Dublín. A pesar de que la Liga gaélica afirmaba ser apolítica, su ideal era atractivo para los republicanos militantes que formaban la Hermandad Republicana irlandesa, que diseñó y dirigió la revolución irlandesa a comienzos del siglo XX: un destacado líder, Pádraig Pearse, imaginó una Irlanda "No meramente libre, sino gaélica también - No meramente gaélica pero Libre también." El gaélico escocés gaélico no experimentó una politización tan intensa en esta época, ya que los nacionalistas tendían a centrarse más en los mitos de William Wallace que el Gàidhealtachd.
Durante los años 1950, el estado irlandés independiente desarrolló An Caighdeán Oifigiúil como estándar nacional para la lengua irlandesa (utilizando elementos de dialectos locales pero inclinándose hacia el irlandés de Connacht), con una ortografía simplificada. Hasta 1973, los escolares tuvieron que aprobar irlandés moderno para obtener un Certificado Leaving y la asignatura continúa siendo obligatoria. Existen también Gaelscoileanna donde los niños son educados exclusivamente a través del irlandés. En el mismo Gaeltacht, la lengua ha continuado en crisis bajo la presión de la globalización, pero hay instituciones como Údarás na Gaeltachta y un ministro para el Gaeltacht, así como medios de comunicación como TG4 y RTÉ Raidió na Gaeltachta que lo apoyan. El último hablante nativo de Manx murió en 1974, pese a que hay intentos actuales de recuperación. Mientras el Gàidhealtachd se ha contraído en las Tierras Altas, el gaélico escocés ha disfrutado de un renovado apoyo gracias al Acta del Lenguaje Gaélico de 2005, estableciendo el Bòrd na Gàidhlig bajo el retornado Gobierno escocés. Esto ha visto el crecimiento de educación en medio gaélico. Hay también medios de comunicación como BBC Alba y BBC Radio nan Gàidheal, a pesar de que estos han sido criticados para uso excesivo de inglés.

### Religión

#### Precristiana

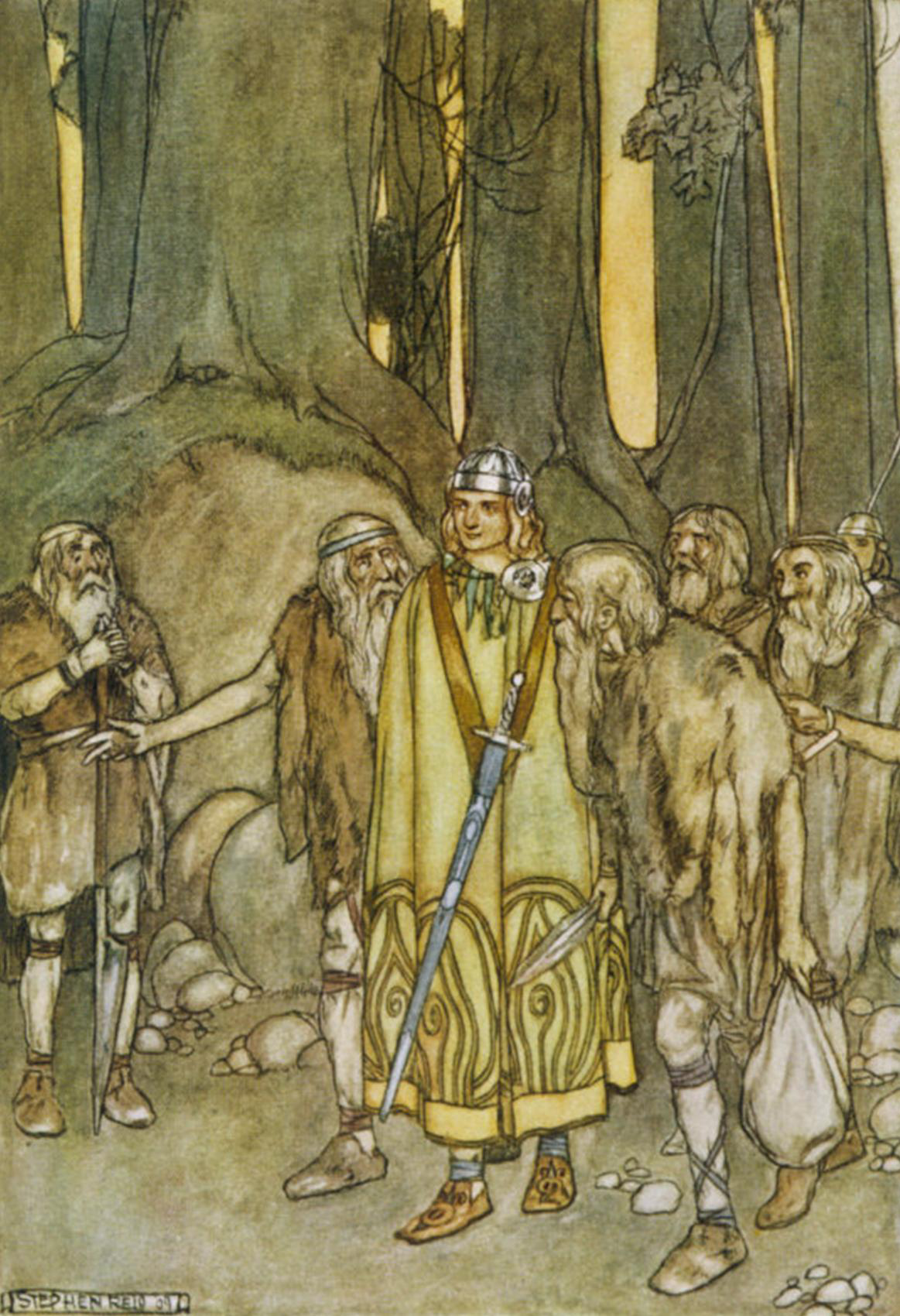
Un artístico rendering del héroe Fionn mac Cumhaill y el Fianna banda de guerrero.

La tradicional o pagana visión del mundo que tenían los gaélicos precristianos en Irlanda es descrita típicamente como animista, politeísta, adoradora de los antepasados y centradas en el culto al héroe de guerreros gaélicos arquetípicos como Cú Chulainn y Fionn mac Cumhaill. Los cuatro festivales estacionales celebrados en el calendario gaélico, todavía observado en la actualidad, son Imbolc, Beltane, Lughnasadh y Samhain. Mientras la visión general de la tradición gaélica ha sido recuperada, una cuestión importante con la que lidiar para los académicos es que la cultura gaélica era oral antes de la llegada del cristianismo y los monjes fueron los primeros en registrar sus creencias de un modo homologable a la "mitología". A diferencia de otras religiones, no hay un "libro sagrado" que establezca sistemáticamente las reglas exactas a seguir, pero varios trabajos, como el Lebor Gabála Érenn, Dindsenchas, Táin Bó Cúailnge y Acallam na Senórach, representan la orientación metafísica de Gaelachas.
Los dioses principales tenidos en alta consideración fueron los Tuatha Dé Danann; seres sobrehumanos que se dice gobernaron Irlanda antes de los Milesios; conocidos posteriormente como aes sídhe. Entre ellos existían deidades masculinas y femeninas como El Dagda, Lugh, Nuada, El Morrígan, Aengus, Brigid y Áine, así como muchos otros. Algunos de ellos estaban asociados con funciones sociales concretas, acontecimientos estacionales y personales y cualidades arquetípicas. Algunas importantes ubicaciones físicas en Irlanda relacionadas con estas historias serían Brú na Bóinne, Cerro de Tara y Cerro de Uisneach. A pesar de que el sídhe podía intervenir en los asuntos mundanos, particularmente batallas y cuestiones de soberanía, se consideraba que los dioses residían en el Otherworld, conocido también como Mag Mell (Llanura del Gozo) o Tír na nÓg (Tierra de la Juventud). Este reino se localizaba, bien en un conjunto de islas, bien subterráneo. Los gaélicos creían que ciertos héroes podían acceder a esta esfera espiritual, según se relata en los numerosos cuentos echtra (aventura) e immram (viaje).

#### Cristianismo

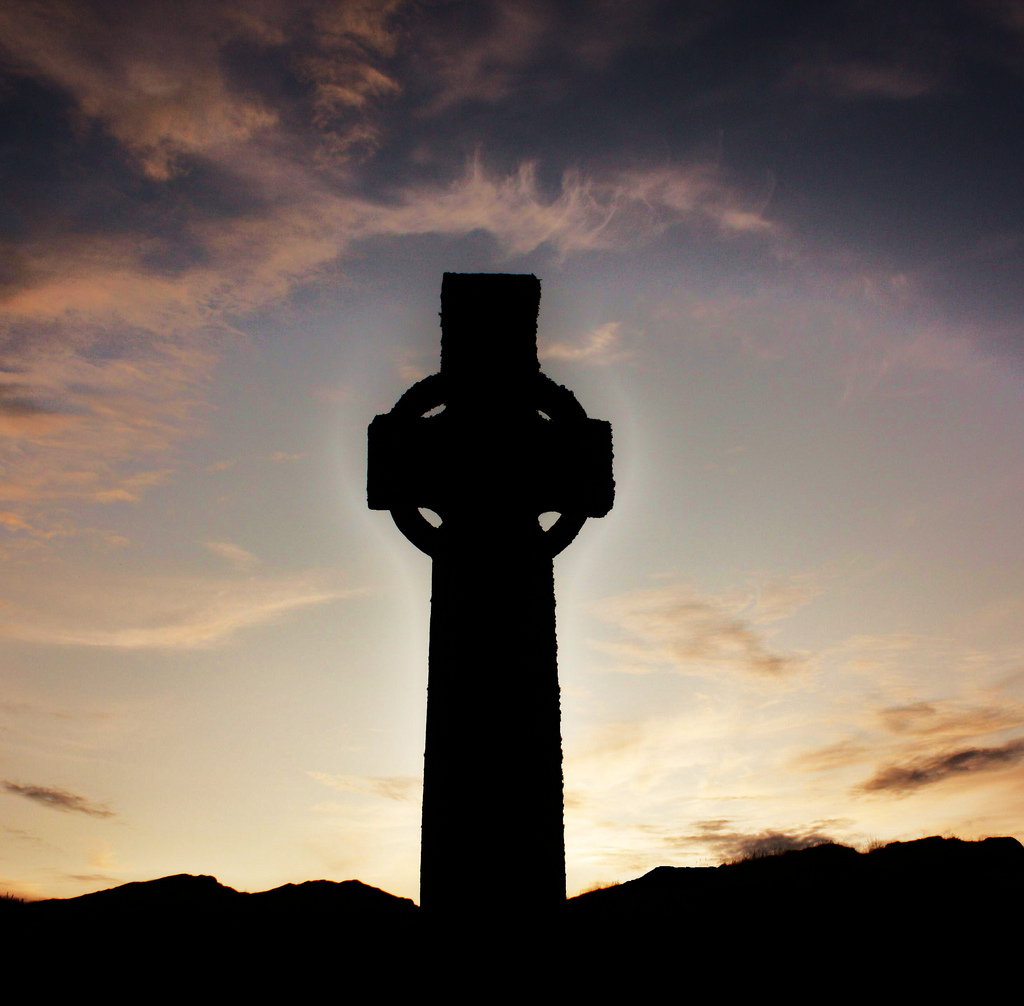
Cruz alta encima Iona, donde Columba fundó un monasterio.

Los gaélicos fueron cristianizados durante el siglo V y esa religión, de facto, permanece como la predominante a día de hoy, pese a que la irreligión crece rápidamente. Al principio la Iglesia cristiana tuvo dificultades para infiltrarse en la vida gaélica; Irlanda nunca había sido parte del Imperio Romano y era una sociedad tribal descentralizada, haciendo la conversión masiva de un pueblo a partir de su rey problemática. Penetró gradualmente a través de la Britania Romana y se asocia especialmentea las actividades de Patricio; un Briton quién había sido un esclavo en Irlanda. Intentaba explicar sus doctrinas utilizando elementos de la tradición nativa, por lo que la cultura gaélica no fue completamente excluida y, hasta cierto punto el cristianismo local, estaba gaelizado. El último Rey Supremo inaugurado al estilo pagano fue Diarmait mac Cerbaill. Los siglos VI-IX son considerados generalmente como el cenit del cristianismo gaélico con santos numerosos, eruditos y obras de arte religiosas.
Este equilibrio empezó a romperse durante el siglo XII con las polémicas de Bernardo de Clairvaux, que calificó varias costumbres gaélicas (incluyendo la poligamia y el clero hereditario) como "paganas". La Iglesia católica, renovada tras su ruptura con la Iglesia ortodoxa, estaba centralizándose cada vez más por toda Europa con la Reforma gregoriana y el apoyo militar de los pueblos germánicos en los márgenes de la cristiandad occidental, particularmente los belicosos normandos. Como parte de esto, la Iglesia católica participó activamente en la conquista normanda de la Irlanda gaélica, con la emisión de la bula Laudabiliter (afirmando otorgar al Rey de Inglaterra el "Señorío de Irlanda") y en Escocia apoyando fuertemente el programa de rey David que normanizó que país. Incluso dentro de órdenes como los franciscanos, las tensiones étnicas entre Normandos y Gaélicos continuaron durante la Baja Edad Media, así como la competición para cargos eclesiásticos.
Durante el siglo XVI, con la aparición del Protestantismo y el catolicismo Tridentino, un sectarismo cristiano se abrió paso en la vida gaélica, con efectos sociales que han llegado hasta nosotros. Los Tudor utilizaron la Iglesia anglicana para reforzar su poder e incorporar a las élites nativas al proyecto, sin hacer mucho esfuerzo inicial para convertir las masas gaélicas irlandesas, mientras que la masa de Gaeldom (así como los "Ingleses viejos") se reafirmaban en su catolicismo. Debido a la rivalidad geopolítica entre la Gran Bretaña protestante y España o Francia católicas, la religión católica y sus seguidores mayoritariamente gaélicos en Irlanda fueron perseguidos durante largo tiempo. En las Tierras Altas de Escocia también los gaélicos tardaron en aceptar la reforma escocesa. Los esfuerzos para persuadir a los Highlanders, se toparon con las estructuras de clan y los antagonismos entre ellos y con la población de las Lowlands (un ejemplo prominente siendo la rivalidad intensa, incluso aversión entre los presbiterianos Campbell y los MacDonald católicos), pero la mayoría de los Highlanders se convertirían al Presbiterianismo en el siglo XIX durante el colapso de los sistemas de clan. En unas cuantas áreas remotas, aun así, el catolicismo se mantuvo como religión e incluso se vio reforzado por los misioneros franciscanos irlandeses, pero en la mayor parte de las Highlands fue reemplazado por el presbiterianismo.